# Monte Citerão

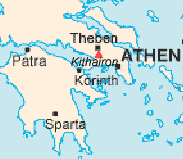
Monte Citerão.

O Monte Citerão ou Monte Citéron (do grego Κιθαιρών, -ῶνος) é uma cadeia montanhosa situada na Grécia central, entre a Beócia, ao norte, e Ática, ao sul. Estende-se por cerca de 16 km e sua altitude máxima é de 1 409 m.
Esta montanha era consagrado ao deus Dionísio e foi palco de muitos eventos da mitologia grega. Foi, por exemplo, o local onde Édipo foi abandonado ainda bebê, e onde Acteon e Penteu foram mortos e dilacerados. Foi também o lugar de moradia de Eco, e ainda onde Héracles caçou e matou o leão de Citerão, na sua primeira grande façanha.
Historicamente, a montanha foi o pano de fundo para o Batalha de Plateias, em 479 a.C.. Nela ocorreram também diversas outras escaramuça entre Atenas e Tebas, constituindo a disputada fronteira natural entre aquelas cidades-estado.